# Park Overall
Park Overall (Greeneville, 15 marzo 1957) è un'attrice statunitense.
È stata candidata a tre Golden Globe per il suo ruolo nella serie televisiva Il cane di papà.

## Biografia
Park Overall è nata a Greeneville in Tennessee da Frances Bernard, professoressa di inglese, e Thomas Wesley Overall Jr., un magistrato. Attiva soprattutto negli anni '90 ha recitato in film come Un poliziotto alle elementari con Arnold Schwarzenegger, The Vanishing - Scomparsa con Kiefer Sutherland e Sandra Bullock, La voce del silenzio con Kathleen Turner e Tommy Lee Jones e Coppia d'azione con Dennis Quaid.

## Filmografia

### Cinema
- Tainted (1988)
- Frenesie militari (Biloxi Blues) (1988)
- Il segreto della piramide d'oro (Vibes), regia di Ken Swapis (1988)
- Mississippi Burning - Le radici dell'odio (Mississippi Burning), regia di Alan Parker (1988)
- Talk Radio, regia di Oliver Stone (1988)
- Lost Angels, regia di Hugh Hudson (1989)
- Un poliziotto alle elementari (Kindergarten Cop), regia di Ivan Reitman (1990)
- The Vanishing - Scomparsa (The Vanishing), regia di George Sluizer (1993)
- La voce del silenzio (House of Cards), regia di Michael Lessac (1993)
- Coppia d'azione (Undercover Blues), regia di Herbert Ross (1993)
- The Stars Fell on Henrietta (1995)
- Sparkler (1997)
- Abilene, regia di Joe Camp III (1999)
- Slammed (2004)
- Beer for My Horses (2008)
- In the Family (2011) - post produzione

### Televisione
- The Line (1987) - film tv
- Il cane di papà (1988-1995) - serie tv
- Cuori senza età (1989) - serie tv
- The Young Riders (1991) - serie tv
- The Gambler Returns: The Luck of the Draw (1991) - film tv
- Corsie in allegria (1991-1992) - serie tv
- Overkill: The Aileen Wuornos Story (1992) - film tv
- Precious Victims (1993) - film tv
- The Good Old Boys (1995) - film tv
- The Critic (1995) - voce
- Inflammable (1995) - film tv
- Quindici anni e incinta (Fifteen and Pregnant) – film TV (1998)
- The Price of a Broken Heart (1999) - film tv
- Katie Joplin (1999) - serie tv
- Ladies Man (1999-2000) - serie tv
- Per amore di Andrew (2000) - film tv
- Buzz Lightyear da Comando Stellare (2000) - voce
- Reba (2001–2003) - serie tv
- Alligator Point (2003) - film tv
- To Kill a Mockumentary (2004) - video
- Cut and Run (2004) - corto

## Riconoscimenti
- Golden Globe
  - 1991: Nomination - Miglior attrice non protagonista in una serie tv per Il cane di papà.
  - 1992: Nomination - Miglior attrice non protagonista in una serie tv per Il cane di papà.
  - 1993: Nomination - Miglior attrice non protagonista in una serie tv per Il cane di papà.
- Viewers for Quality Television Awards
  - 1989: Vinto - Miglior attrice non protagonista in una serie comica per Il cane di papà
  - 1990: Vinto - Miglior attrice non protagonista in una serie comica per Il cane di papà
  - 1991: Vinto - Miglior attrice non protagonista in una serie comica per Il cane di papà